# Экзотика (музыкальный жанр)
Экзо́тика (англ. exotica) — музыкальный жанр, названный в честь одноимённого альбома 1957 года Мартина Денни. Был популярен в 1950-х годах и до середины 1960-х годов.
Если в общем случае для американцев «экзотика» — это «где-то, где растут пальмы», то применительно к музыке слово в 1950-х годах закрепилось как название поджанра лёгкой популярной музыки (джаза), построенного на имитации стилей и звуков музыки экзотических стран (прежде всего Океании, то есть Полинезии, Меланезии и Микронезии с акцентом на Гавайи, а также Африки и Южной Америки) при в общем-то стандартных струнно-духовых оркестровых аранжировках. Эта музыка представляла собой «тропический эрзац», она наполняла слушателя впечатлениями о тропических странах, как реальных, так и вымышленных, но в реальности была неаутентичной.
Мартин Денни описал этот музыкальный стиль как «комбинацию юга Тихого океана и Востока, … как многие представляли себе тропические острова… хотя это чистая фантазия». Хотя основным географическим направлением жанра экзотики была Океания (как говорят американцы, «южные моря»), экзотика в целом отражает «музыкальные впечатления» от широкого спектра локаций — от стандартных для американцев туристических направлений до мифических стран вроде Шангри-Ла, как их воображали себе «диванные охотники» на диких африканских животных.

## Значимые альбомы
| - Africana by Chaino (Dot, 1959) - Cuban Fire! by Stan Kenton (1956) - Eden’s Island by Eden ahbez (Del-Fi, 1960) - Exotica by Ted Auletta (Command, 1962) - Fantastica by Russ Garcia (Liberty, 1959) - Far Across the Sea by the Gene Rains Group (Decca, 1961) - Exotica by Martin Denny (Liberty, 1957) - Far Away Places by Warren Barker (Warner Bros., 1959) - Hypnotique by Martin Denny (Liberty, 1959) - Kapu by Milt Raskin (Crown, 1959) - Mambo! by Yma Sumac (Capitol, 1954) - Maracatu by Elisabeth Waldo (Barbary Coast, 1959) - Orienta by the Markko Polo Adventurers (Gerald Fried) (RCA Victor, 1959) - Pagan Festival by Dominic Frontiere And His Orchestra (Columbia, 1959) | - Primitiva! by Martin Denny (Liberty, 1958) - Provocatif by John McFarland (United Artists, 1959) - Quiet Village by Martin Denny (Liberty, 1959) - Rain Forest by Walter Wanderley (Verve, 1966) - Realm of the Incas by Elisabeth Waldo (GNP Crescendo, 1961) - Rites of the Pagan by Elisabeth Waldo (GNP Cresendo, 1960) - Ritual of the Savage by Les Baxter (Capitol, 1952) - The Sacred Idol by Les Baxter (Capitol, 1960) - Taboo by Arthur Lyman (High Fidelity, 1958) - Tamboo! by Les Baxter (Capitol, 1956) - Tropical Fantasy by Michel Magne (Columbia, 1962) - Voodoo by Robert Drasnin (Tops, 1959) - Voodoo Suite by Perez Prado & Shorty Rogers (RCA Victor, 1955) - White Goddess by Frank Hunter (Kapp, 1959) |